# Skoczek (ssaki)
Skoczek (Dipus) – rodzaj ssaków z podrodziny skoczków (Dipodinae) w obrębie rodziny skoczkowatych (Dipodidae).

## Zasięg występowania
Rodzaj obejmuje gatunki występujące w Azji.

## Morfologia
Długość ciała (bez ogona) 115–145 mm, długość ogona 140–180 mm, długość ucha 16–23 mm, długość tylnej stopy 57–67 mm; masa ciała 46–128 g.

## Systematyka
Rodzaj zdefiniował w 1780 roku niemiecki zoolog Eberhard August Wilhelm von Zimmermann w książce swojego autorstwa o tytule Geographische Geschichte des Menschen, und der allgemein verbreiteten vierfüßigen Thiere. Zimmermann wymienił kilka gatunków – Yerbua capensis Forster, 1778, Mus longipes Linnaeus, 1758 (nomen dubium), Mus jaculus Pallas, 1779 (= Dipus sibiricus major Kerr, 1792), Mus sagitta Pallas, 1773, Dipus Hudsonius E.A.W. Zimmermann, 1780 i Mus tamaricinus Pallas, 1779 – na gatunek typowy wyznaczając skoczka azjatyckiego (D. sagitta).

### Etymologia
- Dipus (Tipus, Dypus, Dipsus): gr. διπους dipous, διποδος dipodos „dwunożny”, od δι- di- „podwójny”, od δις dis „dwukrotny”, od δυο duo „dwa”; πους pous, ποδος podos „stopa”[13].
- Dipodipus: gr. διπους dipous, διποδος dipodos „dwunożny”, od δι- di- „podwójny”, od δις dis „dwukrotny”, od δυο duo „dwa”; πους pous, ποδος podos „stopa”; rodzaj Dipus A.E.W. Zimmermann, 1780[5]. Gatunek typowy: Mus sagitta Pallas, 1773.
- Sminthoides: rodzaj Sminthus[b] Nordmann, 1840 (smużka); -οιδης -oidēs „przypominający[14]. Gatunek typowy: †Sminthoides fraudator Schlosser, 1924.
- Scirtodipus: gr. σκιρταω skirtaō „skakać”[15]; rodzaj Dipus A.E.W. Zimmermann, 1780. Gatunek typowy: †Scirtodipus kazakhstanica Savinov, 1970.

### Podział systematyczny
Do rodzaju należą następujące występujące współcześnie gatunki:
- Dipus sagitta (Pallas, 1773) – skoczek azjatycki
- Dipus deasyi Barrett-Hamilton, 1900

Opisano również gatunki wymarłe:
- Dipus conditor Zazhigin & Lopatin, 2001[17] (Mongolia; miocen)
- Dipus essedum Zazhigin & Lopatin, 2001[17] (Mongolia; pliocen)
- Dipus fraudator (Schlosser, 1924)[6] (Chińska Republika Ludowa; pliocen)
- Dipus kazakhstanicus (Savinov, 1970)[7] (Kazachstan; miocen)
- Dipus nanus Qiu Zhuding & Li Qiang, 2016[18] (Chińska Republika Ludowa; miocen)
- Dipus pliocenicus Qiu Zhuding & Li Qiang, 2016[19] (Chińska Republika Ludowa; pliocen)
- Dipus singularis Zazhigin & Lopatin, 2001[20] (Mongolia; pliocen)